# Chris Ballew
Christopher "Chris" Ballew, född 28 maj 1965 i Seattle i Washington, är en amerikansk musiker. 
Ballew är före detta huvudsångare i rockgruppen The Presidents of the United States of America. Han har även en karriär inom barnmusik där han går under artistnamnet Caspar Babypants.